# بيل جانون
بيل جانون (بالإنجليزية: Bill Gannon)‏ هو لاعب كرة قاعدة أمريكي، ولد في 17 مارس 1873 في نيو هيفن في الولايات المتحدة، وتوفي في 26 أبريل 1927 في فورت وورث في الولايات المتحدة بسبب غرق.

## وصلات خارجية
- بيل جانون على موقعبيزبول رفرنس.كوم (الدوري الرئيسي) (الإنجليزية)
- بيل جانون على موقعبيزبول رفرنس.كوم (الدوري الثانوي) (الإنجليزية)